# Tschugg
Tschugg är en ort och kommun i distriktet Seeland i kantonen Bern, Schweiz. Kommunen har 492 invånare (2023).